# Gertrude Blom
Gertrude (Trudi) Duby Blom, née à Berne, dans les Alpes suisses le 7 juillet 1901 et morte à San Cristóbal de las Casas (Mexique) le 23 décembre 1993, est une journaliste, ethnologue et photographe suisse, pionnière de l'écologie. Elle a passé cinq décennies à étudier la culture maya du Chiapas, au Mexique, en particulier l'ethnie lacandon. Sa maison de San Cristóbal de las Casas, la Casa Na Bolom, a été conservée en centre culturel et de recherche consacré à la protection et la préservation des Lacandons et de leur environnement.

## Biographie
Gertrude Duby Blom a organisé des mouvements antifascistes pendant la Seconde Guerre mondiale. En 1940, lasse de la guerre, elle part au Mexique, où, inspirée par l'écriture de l'anthropologue français Jacques Soustelle, elle décide de changer de vie. Elle achète un vieil appareil photo et, en 1943, elle réussit à convaincre une personne de la laisser se joindre à une expédition à la recherche des Lacandons.
Les Lacandons ont vécu pendant des siècles, dans la forêt tropicale du Chiapas (La Selva Lacandona). Ils ont rarement été photographiés et sporadiquement approchés par le monde extérieur, notamment par les exploitants forestiers et travailleurs de chiclé. Gertrude Duby Blom a photographié les Lacandons et elle a écrit un livre sur son expérience avec eux. Ils sont devenus la vocation de sa vie.
Lors d'une deuxième expédition, elle rencontra Frans Blom, archéologue danois et cartographe qui fouillait sur le site maya de Bonampak. Ils ont fait équipe sur plusieurs expéditions et, plus tard, se sont mariés.

## Casa Na Bolom
Le couple Blom a acheté et restauré un monastère abandonné, renommé Casa Na Bolom en 1951. Finalement, la Casa Na Bolom est devenue un hôtel et musée afin d'attirer les visiteurs du monde entier, y compris de grands archéologues des universités américaines et d'autres personnalités telles que Diego Rivera et Henry Kissinger.
Pendant douze années, jusqu'à la mort de Frans Blom en 1963, Gertrude Blom a partagé avec son mari la même passion pour la jungle, les expéditions et la recherche de ruines mayas. Ils ont été comparés à d'autres observateurs sociaux reconnus comme Laura Gilpin, Dorothea Lange, et Eugene Smith.

## Écologie
Le déboisement systématique de La Selva Lacandona par les bûcherons, les colons immigrés, et le gouvernement mexicain a changé l'orientation de la vie de Gertrude Duby Blom. Dans les années 1970, elle a décidé qu'elle devait faire entendre sa voix, et est ainsi devenu l'une des premières écologistes. Elle a parcouru le monde, expliquant la mort de la jungle avec ses photographies. Elle a écrit des centaines d'articles politiques, en trois langues, pour protester. En 1975, elle a lancé le projet d'une pépinière à El Vivero qui assure toujours la distribution gratuite d'arbres pour le reboisement. Elle a dit à ce propos : « Je suis désespérée, mais je plante des arbres ».
En 1983, elle publie un livre de photographies avec le Centre de Photographie de la Duke University. Il contient un de ses plus puissants essais, The Jungle is Burning, dans lequel elle écrit: « Si l'humanité continue d'abuser de la planète que nous avons aujourd'hui, les effets dans un proche avenir, seront bien pire que les dégâts qui seraient causés par une bombe atomique ».
À la fin des années 1980, les amis de Gertrude Duby Blom l'ont exhortée à créer une organisation à but non lucratif qui protégerait la Casa Na Bolom après sa mort. Aujourd'hui, l'Asociación Cultural Na Bolom AC perpétue le travail de Gertrude Blom avec des événements et des programmes consacrés à la protection de la forêt lacandonne et de ses habitants.